# Neurot Recordings
Neurot Recordings est un label indépendant américain, basé à San Francisco, en Californie. Il est fondé en 1999 par les membres de Neurosis et Tribes of Neurot.

## Histoire
Neurot Recordings est fondé en 1999 par les membres du groupe de post-metal Neurosis, à l'origine pour éditer les produits de Neurosis et de Tribes of Neurot. Neurot Recordings prend également sous contrat des interprètes de sous-styles de doom et de metal progressif, ainsi que des projets issus des genres alternatif, dark wave et post-hardcore. Selon les indications du label, les groupes et artistes sous contrat doivent créer « de l'art sonore ou de la musique » qui soit « émotionnelle et unique », le style sous-jacent n'étant pas pertinent. Il est uniquement dans l'intérêt du label de publier de la musique particulièrement intéressante.
Les représentants les plus connus sont Neurosis, Amenra, Shrinebuilder, Ufomammut et Current 93. Neurot Recordings est basé à San Francisco, en Californie. Les publications sont principalement disponibles sous forme de CD et de disques.

## Groupes et artistes
Groupes et artistes signés ou ayant signés au label (2016) :
- Amber Asylum
- Amenra (2011)[2]
- Battle of Mice
- Bee and Flower
- Blood and Time
- Culper Ring
- Current 93
- Enablers
- FINAL
- Galloping Coroners
- Grails[3]
- Harvestman
- House of Low Culture
- Iron Tongue (2013)[4]
- Isis
- Scott Kelly
- KK Null
- Kowloon Walled City[5]
- Lotus Eaters
- Made Out of Babies
- MGR
- Neurosis
- OM
- Oxbow
- Red Sparowes
- Sabers
- Tarantula Hawk
- Tarantel
- Tone
- Tribes of Neurot
- Vitriol
- Steve Von Till (2015)[6]
- Zeni Geva